# Der Biberpelz (film, 1949)
Pour plus de détails, voir Fiche technique et Distribution.
Der Biberpelz (en français, La Peau de castor) est un film allemand d'Erich Engel sorti en 1949.
Il s'agit d'une adaptation de la pièce de Gerhart Hauptmann.

## Synopsis
Dans une banlieue de Berlin, vers 1880, Wilhelm Krüger, rentier et propriétaire immobilier, vit avec sa femme. Les locataires dans sa maison sont M. Motes et sa femme et Fleischer, un écrivain, qui vient se reposer quelques semaines. Un soir, tard dans la nuit, Krüger reçoit une livraison de bois qu'il avait commandé déchargé en dehors de sa propriété. Mais la femme de chambre Leontine Wolff refuse de ne pas prendre sa soirée de libre pour mettre le bois au sous-sol. Krüger le fait lui-même, il tombe dans les escaliers et brise la lampe dont le pétrole se répand sur le manteau en peau de castor. Pour se débarrasser de l'odeur, il accroche son manteau sur le balcon pour l'air frais.
Léontine veut rencontrer le gendarme Schulz dont elle est amoureuse, mais lui n'est pas intéressé par elle. Elle décide de ne plus travailler pour les Krüger et retourne chez ses parents. Son père s'occupe du cadavre d'un cerf. Elle raconte à sa mère qu'elle était exploitée par les Krüger et donne comme exemple le bois. La mère Wolff dresse l'oreille et veut vendre à Wulkow, le capitaine du bateau au retour, la peau de cerf à un prix élevé. Wulkow lui explique qu'il a des rhumatismes et pas beaucoup d'argent pour une peau de cerf. Mme Wolff vole du bois aux Krüger, elle voit le manteau sur le balcon, mais ne pense pas à le prendre.
Le lendemain matin, Auguste Wolff est attendue pour laver le linge de la famille de l'intendant Wehrhahn. Wilhelm Krüger vient et parle du vol de son bois. Friedrich von Wehrhahn est suspicieux envers Fleischer sous prétexte de idées politiques de l'écrivain, il fait partir Krüger à cause de l'odeur de pétrole sur son manteau. Wehrhahn a reçu une dénonciation de M. Motes, qui saisit chaque occasion pour dénigrer les autres et attirer les faveurs des autorités. Comme Mme Wolff est aussi dans la maison, elle assiste à tout. Dans la soirée, elle apprend de Leontine qu'elle est enceinte de Schulz. Mais la mère Wolff a des choses plus importantes. Elle part en direction des Krüger pour voler le manteau en peau de castor et le vendre à Wulkow. Avec l'argent, elle pourra rembourser une grande partie de ses dettes.
Le lendemain, a lieu la fête d'anniversaire de Regine, l'épouse de Wehrhahn ; Mme Wolff est employée à la cuisine. C'est l'occasion de cuire la viande de cerf. Dans la matinée, Fleischer a été arrêté pour possession d'écrits subversifs. Sur ce, Krüger parle à Wehrhahn du vo du manteau en peau de castor. Il regrette que le brave locataire a été arrêté mais pas pour le vol. Les preuves s'accumulent contre Mme Wolff. Mais comme la fête est une réussite, dans un esprit de générosité, Wehrhahn fait libérer les deux accusés.

## Fiche technique
- Titre : Der Bibelpelz
- Réalisation : Erich Engel
- Scénario : Robert A. Stemmle
- Musique : Ernst Roters
- Direction artistique : Otto Erdmann
- Costumes : Walter Schulze-Mittendorff
- Photographie : Bruno Mondi
- Son : Erich Schmidt
- Montage : Lilian Seng
- Production : Herbert Uhlich
- Sociétés de production : DEFA
- Société de distribution : DEFA
- Pays de production :  Allemagne de l'Est
- Langue : allemand
- Format : Noir et blanc - 1,37:1 - Mono - 35 mm
- Genre : Drame
- Durée : 97 minutes
- Dates de sortie :
  - Allemagne de l'Est : 21 octobre 1949.
  - Allemagne : 21 octobre 1949.

## Distribution
- Werner Hinz : Friedrich von Wehrhahn
- Käthe Haack : Regine von Wehrhahn
- Fita Benkhoff (de) : Auguste Wolff
- Friedrich Gnaß : Julius Wolff
- Ingrid Rentsch (de) : Leontine Wolff
- Edith Hancke : Adelheid Wolff
- Paul Bildt : Wilhelm Krüger
- Berta Monnard : Adele Krüger
- Erwin Geschonneck : Motes
- Emmy Burg (de) : Mme Motes
- Herbert Wilk : Joachim Fleischer
- Alfred Schieske : Wulkow
- Ilse Trautschold : Mme Wulkow
- Werner Peters : Eberhard Schulz
- Franz Weber (de) : Mitteldorf
- Elfriede Dugall (de) : Alma

## Source de la traduction
- (de) Cet article est partiellement ou en totalité issu de l’article de Wikipédia en allemand intitulé « Der Biberpelz (1949) » (voir la liste des auteurs).